# Gerhart Pohl
Gerhart Pohl (* 9. Juli 1902 in Trachenberg, Schlesien; † 15. August 1966 in Berlin (West)) war ein deutscher Schriftsteller und Verlagslektor.

## Leben und Werk

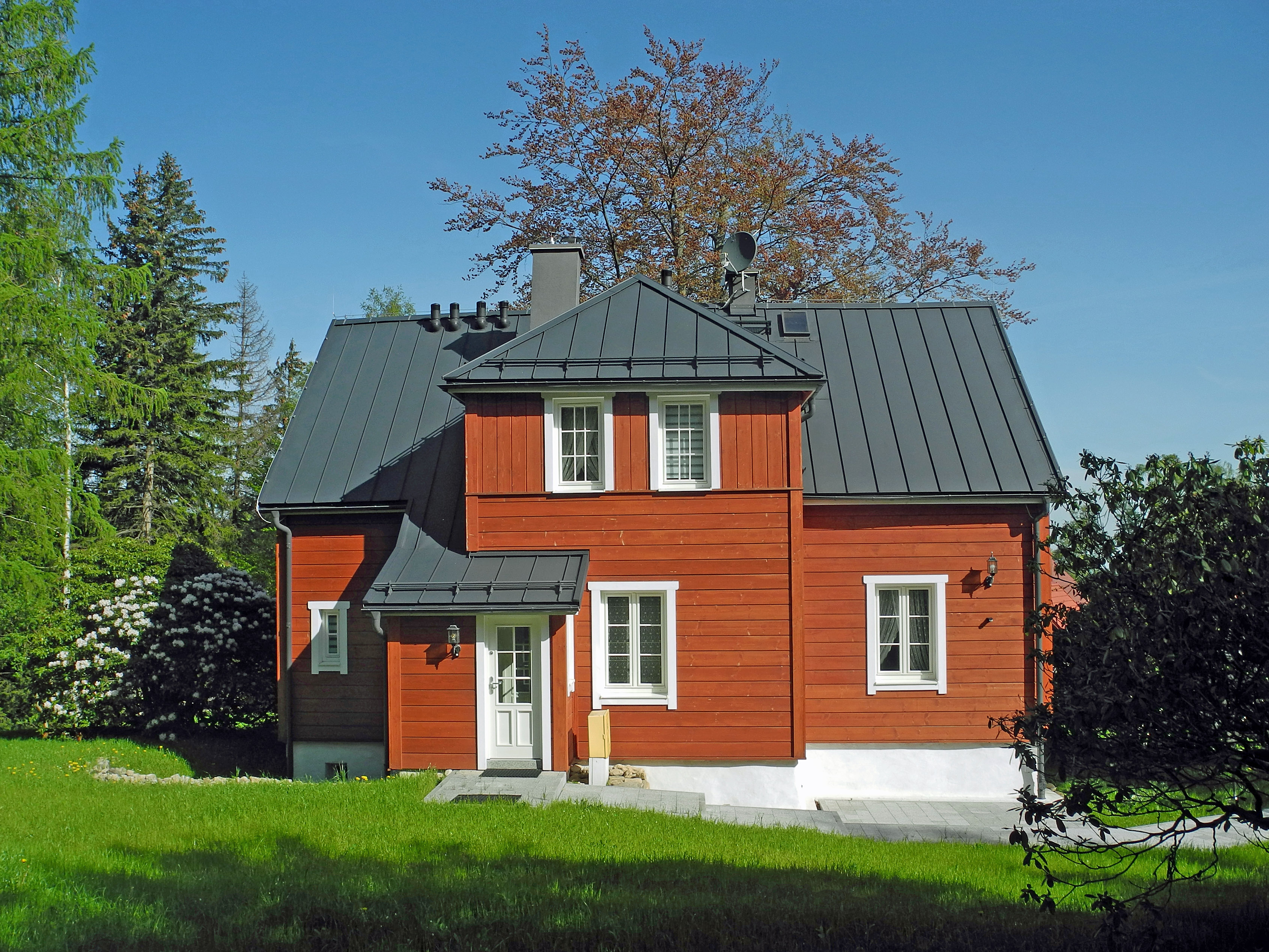
Wohnhaus von Gerhart Pohl in Wolfshau Nr. 24, seine „Fluchtburg“ von 1932 bis 1945

Pohl war in der Weimarer Republik zeitweise Herausgeber der Zeitschrift Die neue Bücherschau. Eine literarische Monatsschrift. Dichtung, Kritik, Grafik.
Von 1926 bis 1932 arbeitete Pohl als Sprecher und Moderator bei den ersten entstandenen Radiosendern in Deutschland. Bei den regionalen Sendern Funk-Stunde Berlin, ORAG Königsberg, SFS Breslau, WERAG Köln, SWR Frankfurt, MIRAG Leipzig und dem landesweit empfangbaren Sender Deutsche Welle (D.W.) war er an insgesamt 79 Sendungen zu Kunst und Literatur beteiligt und las eigene Schriften, Prosa, Essays und Dichtungen vor. Damit war er ein Pionier in der Vermittlung literarischer Inhalte in der Anfangszeit des Rundfunks.
1932 kaufte er ein kleines Holzhaus im niederschlesischen Krummhübel-Wolfshau (jetzt ul. Wilcza 24), Vorlage für die Fluchtburg in seinem gleichnamigen späteren Roman von 1955. Pohl traf sich hier regelmäßig mit Freunden und Gleichgesinnten, namentlich Oppositionellen und Verfolgten des NS-Regimes (u. a. Will Erich Peuckert, Carlo Mierendorff, Theodor Haubach, Johannes Wüsten, Jochen Klepper und Werner Milch). Pohl selber wurde von den Nationalsozialisten zeitweilig mit Berufsverbot belegt, indem man ihn 1935 aus der Reichsschrifttumskammer ausschloss. Dort gab es allerdings Differenzen bezüglich Gerhart Pohl: Kurt Metzner hat sich gegen Pohl ausgesprochen, Wilhelm Ihde für seinen Verbleib, und man räumte ihm die Möglichkeit ein, von Fall zu Fall eine Sondergenehmigung für eine Veröffentlichung zu beantragen. So konnte etwa 1936 sein erfolgreicher Roman Die Brüder Wagemann erscheinen. 1939 wurde schließlich einem durch Pohl gestellten Antrag auf Wiederaufnahme in die Reichsschrifttumskammer stattgegeben, nicht zuletzt aufgrund diskreter Einwirkung vonseiten Gerhart Hauptmanns im Hintergrund.

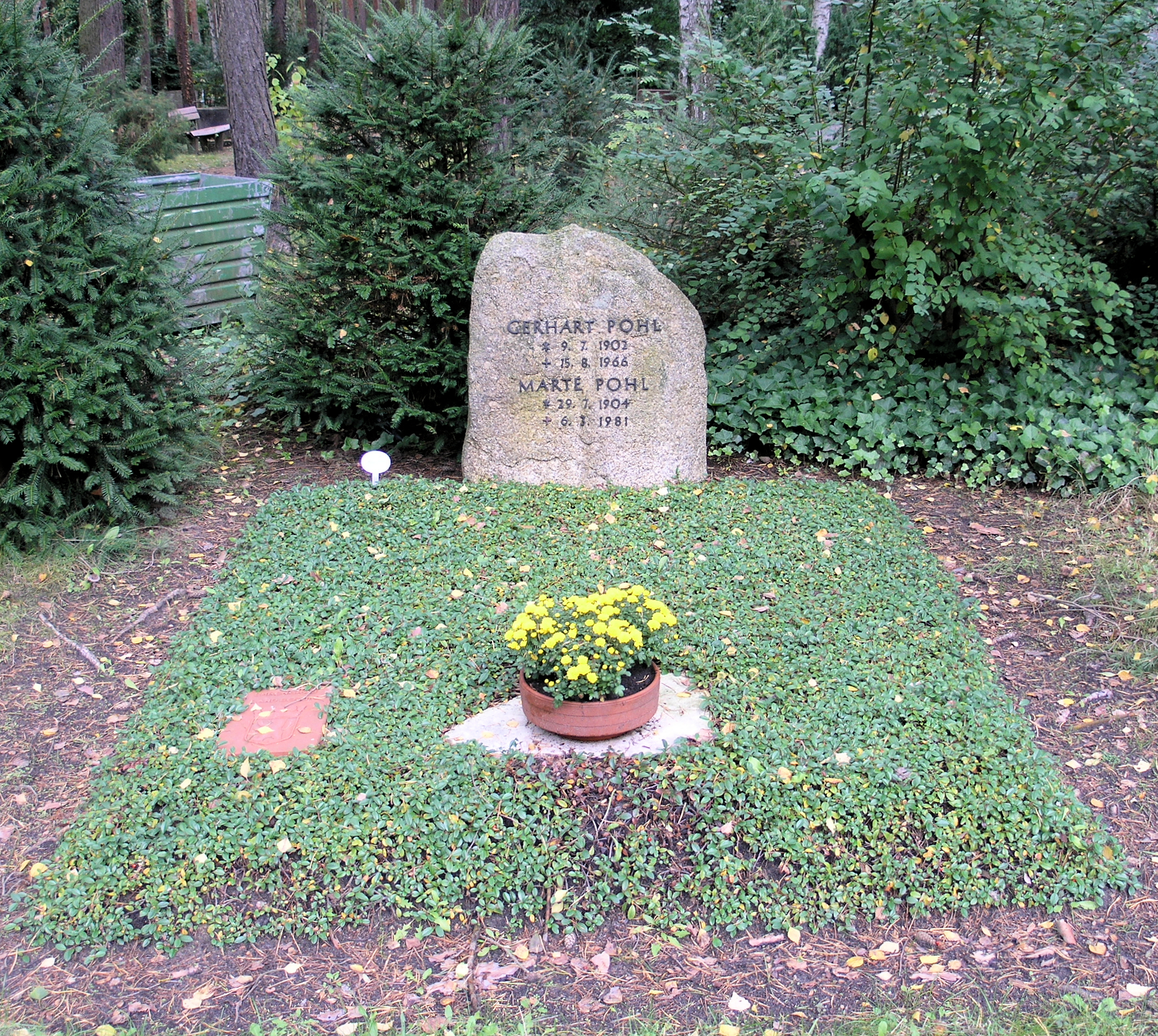
Grab auf dem Waldfriedhof Zehlendorf in Berlin-Nikolassee

Der Autor und Lektor (zeitweise: Aufbau Verlag) war ein Erzähler, Romancier, Dramatiker und Essayist. Ferner war er Herausgeber, Redakteur und Mitarbeiter von Gerhart Hauptmann in dessen letzten Lebensjahren. Nach 1950 verfasste er auch unter dem Pseudonym Silesius alter Denkschriften zur Frage der ehemals deutschen Ostgebiete. Die erste Nachkriegsauflage seiner Romane Die Brüder Wagemann und Der verrückte Ferdinand erschien 1952 in der Deutschen Buch-Gemeinschaft, das Spätwerk nach 1945 wurde vom Lettner-Verlag (Berlin) betreut und veröffentlicht.
Von Bedeutung ist besonders sein tiefgründiger Schlüsselroman Fluchtburg (1955), der Verfolgung, Widerstand und Emigration – innere wie äußere – während der NS-Zeit anhand des eigenen Erlebens reflektiert. Das im Lettner-Verlag erschienene Buch wurde mit dem Ostdeutschen Literaturpreis ausgezeichnet. Bedeutend ist auch das Erinnerungsbuch an Gerhart Hauptmanns letzte Tage in Schlesien: Bin ich noch in meinem Haus? (1953; Ausgabe mit Nachwort seines Freundes Günter Gerstmann, 2004; neu erschienen 2011 im Plöttner Verlag; ferner: Übersetzung in den USA).
Gerhart Pohl wurde auf dem Waldfriedhof Zehlendorf beigesetzt. Das Grab war bis 2021 als Ehrengrab der Stadt Berlin gewidmet.
Sein Nachlass, soweit erhalten, befindet sich im Gerhart-Pohl-Archiv in der Berliner Akademie der Künste.
Gerhart Pohls Haus in Wolfshau (Wilcza Poręba), die ehemalige „Fluchtburg“, wird seit 2015 auf Initiative des Vereins „Fluchtburg e. V:“ als Erinnerungs- und deutsch-polnische Begegnungsstätte wiederhergerichtet.

## Ehrungen
- 1950: Mitglied der Deutschen Akademie für Sprache und Dichtung, deren Vizepräsident er von 1963 bis 1966 war
- 1953: Verdienstkreuz am Bande der Bundesrepublik Deutschland
- 1957: Andreas-Gryphius Preis[7]
- 1962: Kogge-Literaturpreis der Stadt Minden

## Schriften
- Tagebuch merkwürdiger Verführungen. Erzählungen, E. Gottschalk, Berlin 1924.
- Deutscher Justizmord – Das juristische und politische Material zum Fall Fechenbach zugleich die Antwort der deutschen Intellektuellen an die deutsche Republik. Mit Beiträgen von Johannes R. Becher; Otto Flake; Friedrich Wilhelm Foerster u. a. und juristischen Feststellungen von Arnold Freymuth; Friedrich Kitzinger; Eduard Kohlrausch … Erich Oldenburg, Leipzig 1924. Beigefügter Beitrag des Schweizer Journalisten René Payot Der Fall Fechenberg.
- Partie verspielt. Erzählungen, A. Schultz, Berlin 1929.
- Vormarsch ins 20. Jahrhundert. Ges. Aufsätze u. Artikel aus der "Neuen Bücherschau", W. R. Lindner, Leipzig 1932.
- Die Brüder Wagemann. Roman, Deutsche Verlagsanstalt, Stuttgart 1936.
- Sturz der Göttin – Das seltsame Schicksal des Frl. Aubry. Novelle, Stollberg Verlag, Merseburg 1939.
- Der verrückte Ferdinand. Roman, Deutsche Verl. Anstalt, Stuttgart 1939
- Unsterblichkeit : Deutsche Denkreden aus 2 Jahrhunderten. Besorgt u. eingeleitet von Gerhart Pohl, Buchmeister-Verlag und Büchergilde Gutenberg, Berlin 1942
- Der Glückspilz. Bertelsmann, Gütersloh 1943. Gesamttitel: Bertelsmann-Feldposthefte
- Zwischen gestern und morgen: Geschichten aus 2 Jahrzehnten. Chronos-Verlag, Berlin 1948.
- Die Blockflöte. Erzählung, Deutsche Verlagsanstalt, Stuttgart 1948. (Neuausgabe 1957 unter dem Titel Harter Süden im Lettner-Verlag, Berlin.)
- Wieviel Mörder gibt es heute? Erzählungen, Lettner-Verlag, Berlin 1953. (Neuausgabe 1954 ebd. unter dem Titel Engelsmasken.)
- Bin ich noch in meinem Haus? – Die letzten Tage Gerhart Hauptmanns. Lettner-Verlag, Berlin 1953.
- Fluchtburg. Roman, Lettner-Verlag, Berlin 1955.
- Wanderungen auf dem Athos. Lettner-Verlag, Berlin 1960.
- Südöstliche Melodie – Essay, Rede, Hörspiel. Lettner-Verlag, Berlin 1963.